# 무잣다라
무잣다라(아랍어: مجدرة)는 시리아, 레바논, 요르단, 팔레스타인, 이라크 등 레반트 지역에서 먹는 음식이다.

## 만들기
불려둔 갈색 렌즈콩을 끓이다가 같은 양의 쌀이나 부르굴, 소금과 향신료를 넣고 함께 익힌 뒤, 볶은 양파를 올려 낸다. 향신료로는 쿠민, 소두구(카다멈), 깟씨, 육두구 등이 쓰이며, 팔레스타인식 바하라트 등 배합 향신료를 쓰기도 한다.

## 같이 보기
- 코샤리